# Cosimo Alessandro Collini
Cosimo Alessandro Collini ou Côme Alexandre Collini (Florence, 14 octobre 1727-Mannheim, 21 mars 1806) est un historien italien, secrétaire de Voltaire de 1752 à 1756. 

## Biographie
Né dans une famille noble, il fait des études de droit et rencontre Voltaire en 1750 à Berlin. Ce dernier l'emploie comme secrétaire de 1752 à 1756. Collini l'aide dans la composition des Annales de l'Empire. 
Collini passe ensuite au service de l'électeur Charles Théodore de Bavière qui en fait son secrétaire intime et son historiographe. 

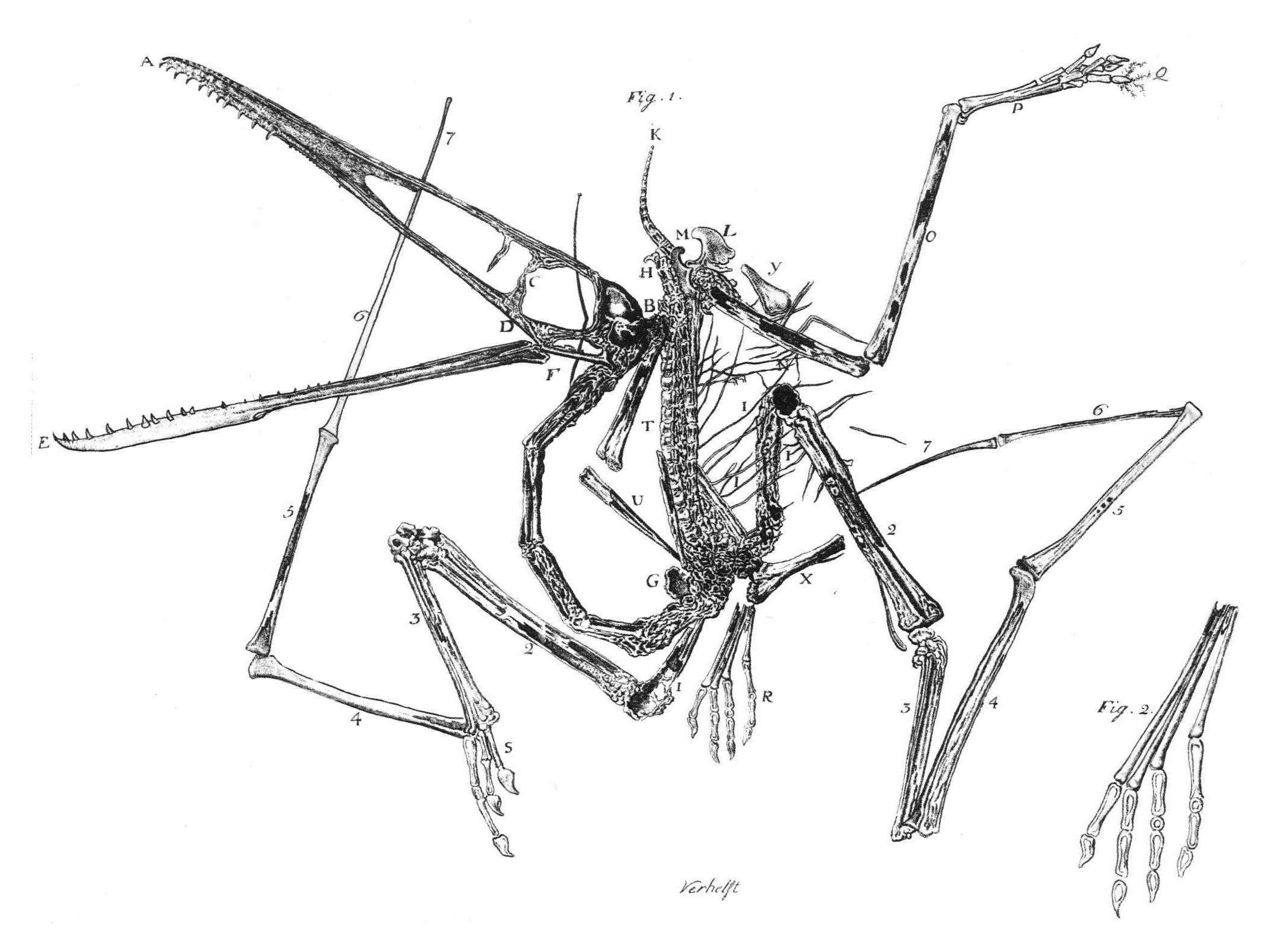
Le ptérosaure dessiné par Collini

En 1763, il devient membre de la Kurpfälzische Akademie der Wissenschaften (de) et directeur du cabinet d'histoire naturelle de Mannheim. En 1784, il est le premier à décrire le ptérosaure que Georges Cuvier identifiera dix-sept ans plus tard comme un reptile volant.
Au cours de ses dernières années, Collini dénonce le fanatisme  des guerres de la Révolution française et défend en 1799 les pièces du cabinet de la destruction, qu'il parvient à faire transférer quatre ans plus tard à Munich.

## Œuvres
- Discours sur l’histoire d’Allemagne (Frankfurt, Koch und Esslinger, 1761).
- Précis de l’histoire du Palatinat du Rhin (Frankfurt und Leipzig, 1763).
- Éloge de Charles-Théodore, Électeur Palatin (1764).
- « Description physique et économique de la ville de Mannheim » (Acta Academiae Theodoro-Palatinae, t. 1, 1766, p. 440).
- Dissertation historique et critique sur le prétendu cartel, ou lettre de défi envoyée par Charles-Louis Électeur au Vicomte de Turenne (Mannheim, 1767).
- « Sur l'incertitude de l'histoire naturelle » (Acta Academiae Theodoro-Palatinae, t. 2, 1770, p. 497).
- Solution du problème du cavalier au jeu des échecs (Mannheim, Loeffler, 1773).
- « Description de quelques encrinités de cabinet d'histoire naturelle de S.A.S. Mgr. l'électeur palatin » (Acta Academiae Theodoro-Palatinae, t. 3 Phys., 1775, p. 69).
- Journal d'un voyage qui contient différentes observations minéralogiques, particulièrement sur les agates et le basalte. Avec un détail sur la manière de travailler les agates (Mannheim, Schwann, 1776).
- Considérations sur les montagnes volcaniques (Mannheim, 1781).
- « Sur quelques zoolithes du cabinet d'histoire naturelle de S.A.S.E. palatine et de Bavière, à Mannheim » (Acta Academiae Theodoro-Palatinae, t. 5 Phys., 1784, p. 58).
- « Pensées sur la transmutation des substances du règne minéral » (Acta Academiae Theodoro-Palatinae, t. 5 Phys., 1784, p. 104).
- « Sur le tarentisme » (Acta Academiae Theodoro-Palatinae, t. 5 Phys., 1784, p. 364).
- « Description de deux jumelles adhérentes l'une à l'autre, venues au monde dans le Palatinat du Rhin » (Acta Academiae Theodoro-Palatinae, t. 5 Phys., 1784, p. 389).
- « Remarques adressées aux auteurs de ce Journal sur un ouvrage publié l'année dernière » (Journal encyclopédique, 15 mars 1785, p. 506), lettre datée du 15 décembre 1784.
- Voyage en Allemagne, dans une suite de lettres, par M. le Baron de Riesbeck; traduites de l'Anglais; avec portraits, plans & cartes en taille-douce (Paris, Buisson, 1788).
- Lettres sur les Allemands (Hamburg, 1790).
- « Coup d'œil sur la chaine graduelle des êtres naturels » (Acta Academiae Theodoro-Palatinae, t. 6 Phys., 1790, p. 267).
- « Sur les inondations du Necker près de Mannheim, avec preuves et éclaircissements » (Acta Academiae Theodoro-Palatinae, t. 6 Phys., 1790, p. 282).
- « Relation d'un effet causé par le grand froid de l'année 1789 » (Acta Academiae Theodoro-Palatinae, t. 6 Phys., 1790, p. 304).
- Discours, lu dans une séance de cet institut littéraire le 16 avril 1799 à l'occasion de la mort de Charles Théodore, Électeur palatin (Mannheim, 1799).
- Remarques sur la pierre élastique du Brésil (Mannheim, 1805).
- Mon séjour auprès de Voltaire et lettres inédites (Paris, 1807).

## Hommages

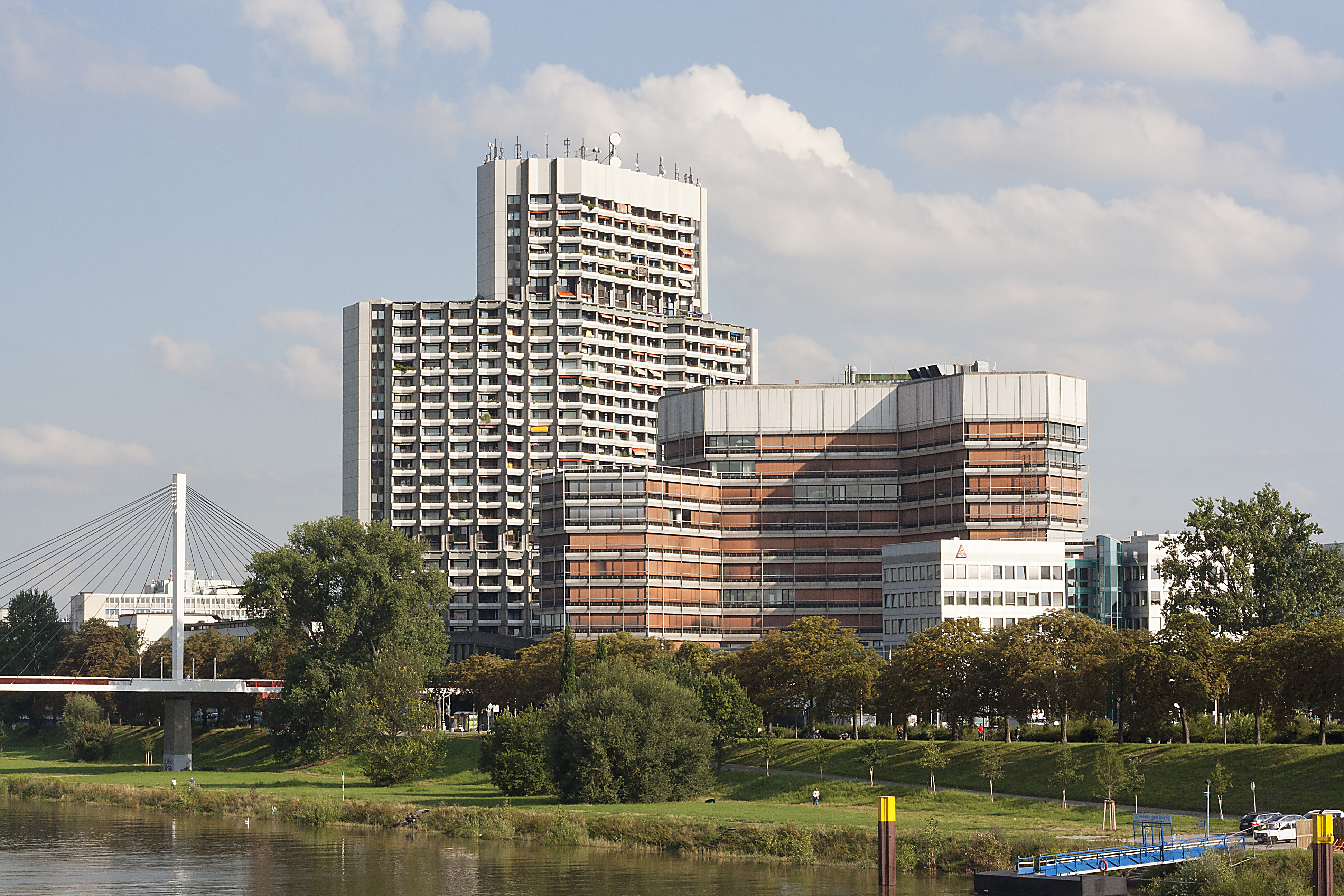
Le Collini-Center

Une rue de Mannheim ainsi que le Collini-Center (de) ont été nommés en son honneur. 